# Dominans (økologi)
 For alternative betydninger, se Dominans. (Se også artikler, som begynder med Dominans)
I økologisk sammenhæng er der tale om dominans, når en eller nogle få arter sætter vilkårene på en biotop. Det kan de gøre enten ved at være så talrige, at det i sig selv skaber et afgørende vilkår for nicherne på biotopen. Eller de kan gøre det ved at være så stærke i konkurrencen, at andre må indrette sig efter dem. Der er i øvrigt stor forskel på, om dominansen skabes ved, at den dominerende art evner at tilpasse sig mange nicher (se generalist), eller om den evner at tilpasse sig de særlige nicheforhold på stedet (se specialist).
Den første situation (én art er meget talrig på stedet) kan illustreres ved mennesker i et bysamfund: Alene ved vores antal bliver vi dominerende i forhold til alle andre arter på stedet. Det er vores fødevalg, vores formering og vores affald, der sætter vilkårene i byerne.
Den anden situation (én eller et par arter er overdrevent stærke) kan illustreres ved bøgeskoven: Her er Almindelig Bøg – sammen med et par andre træarter – så livskraftig, at alle andre arter må tilpasse sig den niche, de danner.